# Мегрэ расставляет силки
«Мегрэ расставляет силки» (в переводе канала «Культура»: «Мегрэ расставляет ловушки») — детективный фильм 1958 года с участием Жана Габена и Анни Жирардо, совместного производства Франции и Италии. Фильм снят по одноимённому роману бельгийского писателя Жоржа Сименона и является частью серии фильмов и романов о вымышленном персонаже, комиссаре полиции Жюле Мегрэ. Первый из трех фильмов о Мегрэ с Жаном Габеном в главной роли.

## Сюжет
Полиция ищет маньяка, убивающего женщин в парижском районе Монмартр. Инспектор Лагрум (Оливье Юсено) думает, что нашёл преступника в лице местного мясника Барберо (Альфред Адам). Но Мегрэ (Жан Габен), который берёт расследование на себя, не уверен в этом. В глубине души он знает, что убийца всё ещё на свободе. Но как поймать его в ловушку?

## В ролях
- Жан Габен — Жюль Мегрэ
- Оливье Юсено — инспектор Лагрум
- Жан Десайи — Марсель Мурен
- Анни Жирардо — Ивонн Мурен
- Люсьен Божер — госпожа Веюв Адель Мурен
- Альфред Адам — Эмиль Барберо
- Полетт Дюбо — Морисет Барберо
- Жанна Боател — Луиза Мегрэ
- Лино Вентура - инспектор Торренс
- Жан Дебокур — Камиль Гимар
- Ги Декомбл — Мазе
- Жак Илинг — патологоанатом
- Юбер Де Лапарен — судья Комельо

## Награды и номинации
- Премия Эдгара Аллана По за лучший иностранный фильм в 1959 году.
- Номинация BAFTA за лучший фильм 1960 года.
- Номинация BAFTA лучшему иностранному актёру (Жан Габен) в 1960 году.
- Номинация BAFTA лучшему иностранному актёру (Жан Десайи) в1960 году.